# Makemo (Polinesia Francesa)
Makemo es una comuna francesa situada en la subdivisión de Islas Tuamotu-Gambier, que forma parte de la colectividad de ultramar de Polinesia Francesa.

## Composición
Está formada por la unión de las cuatro comunas asociadas de Katiu, Makemo, Raroia y Taenga, que abarcan los atolones de Haraiki, Hiti, Katiu, Makemo, Marutea Norte, Nihiru, Raroia, Taenga, Takume, Tepoto Sur y Tuanake:
| Comuna asociada de Katiu  |                  |                  |                    |
| Atolones                  | Población (2012) | Superficie (km²) | Densidad (hab/km²) |
| Hiti                      | 0                | 3                | 0                  |
| Katiu                     | 249              | 15.4             | 16                 |
| Tepoto Sur                | 0                | 0.6              | 0                  |
| Tuanake                   | 0                | 6                | 0                  |
| Comuna asociada de Makemo |                  |                  |                    |
| Atolones                  | Población (2012) | Superficie (km²) | Densidad (hab/km²) |
| Haraiki                   | 20               | 3.5              | 6                  |
| Makemo                    | 832              | 51.2             | 16                 |
| Marutea Norte             | 0                | 2.7              | 0                  |
| Comuna asociada de Raroia |                  |                  |                    |
| Atolones                  | Población (2012) | Superficie (km²) | Densidad (hab/km²) |
| Raroia                    | 352              | 19.5             | 18                 |
| Takume                    | 93               | 5                | 19                 |
| Comuna asociada de Taenga |                  |                  |                    |
| Atolones                  | Población (2012) | Superficie (km²) | Densidad (hab/km²) |
| Nihiru                    | 17               | 20               | 1                  |
| Taenga                    | 125              | 6.9              | 18                 |

## Demografía
| Gráfica de evolución demográfica de Makemo entre 1971 y 2012 |
|                                                              |

Fuente: Insee